# Эсперанс (футбольный клуб, Джарджис)
Эсперанс Джарджис (араб. الترجي الرياضي الجرجيسي‎) — тунисский футбольный клуб из города Джарджис. Домашние матчи команда проводит на Стад Джлиди, вмещающем около 7000 зрителей.
Клуб был основан в 1934 году и долгие десятилетия играл в низших лигах. Подъём «Эсперанса» в иерархии тунисского футбола начался в 1980-е годы, дебютировал же клуб из Джарджиса в Чемпионате Профессиональной Лиги 1, главном футбольном турнире Туниса, в сезоне 1991/92. Однако «Эсперанс» по итогам того турнира занял предпоследнее (13-е) место и покинул лигу. Вернулся в элитный дивизион «Эсперанс» через 2 года, в сезоне 1994/95, и играл роль середняка в нём до чемпионата 2002/03, когда заняв последнее место вылетел в Лигу 2. На возвращение обратно команде понадобился год, а в 2005 году «Эсперансу» покорился Кубок Туниса, в финале он обыграл одноклубников из столицы страны со счётом 2:0.
Этот успех позволил «Эсперансу» дебютировать на международной арене, на Кубке Конфедерации КАФ 2006. В предварительном раунде ему удалось преодолеть сопротивление буркинийского «Уагадугу», в первом же раунде «Эсперанс» дома оказался сильнее марокканской «Хурибги» (1:0), но в ответной встрече был разгромлен со счётом 0:6 и вылетел из турнира.